# 蒂伦黑默
蒂伦黑默是德国石勒苏益格－荷尔斯泰因州的一个市镇。总面积12.71平方公里，总人口140人，其中男性69人，女性71人（2011年12月31日），人口密度11人/平方公里。